# Daniel Le Roux
Daniel Le Roux (Port Shepstone, 25 novembre 1933 – Scottburgh, 2016) è stato un calciatore sudafricano, di ruolo attaccante.

## Caratteristiche tecniche
Era un'ala destra veloce e dinamica.

## Carriera

### Calciatore

#### Club
Gioca in patria nel Berea e poi nel Queen's Park, entrambi club della provincia di Natal.
Nel febbraio 1957 si trasferisce a Londra, ingaggiato dall'Arsenal, con cui debuttò nella First Division 1957-1958 nell'incontro esterno perso per 2-1 contro il Burnley il 7 dicembre 1957. Con i Gunners giocò altri quattro incontri, chiudendo il torneo al dodicesimo posto finale.
Ritorna in patria per giocare nel neonato Durban City, con cui vince due NFL ed una National Football League Cup.
Nel 1962 passa al Durban Utd, restandovi fino al 1965.

#### Nazionale
Ha indossato la maglia della nazionale di calcio del Sudafrica in sei occasioni ufficiali, segnando due reti. Con la sua nazionale partecipò anche al tour nelle isole britanniche, con anche alcuni incontri di esibizione e amichevoli in Portogallo e nei Paesi Bassi, che vide i sudafricani impegnati in vari incontri con rappresentative locali e club dal settembre 1953 al novembre seguente.

### Allenatore
Lasciato il calcio giocato ha allenato l'Addington, il Durban City ed il Maritzburg City.

## Palmarès
- National Football League: 2

Durban City: 1959, 1961
- National Football League Cup: 1

Durban City: 1960